# شهرستان لیل-دورلئان
شهرستان لیل-دورلئان (به انگلیسی: L'Île-d'Orléans Regional County Municipality) یک منطقهٔ مسکونی در کانادا است که در Capitale-Nationale واقع شده‌است. شهرستان لیل-دورلئان ۲۶۸٫۵۰ کیلومتر مربع مساحت و ۶٬۷۱۱ نفر جمعیت دارد.